# Asplundia fanshawei
Asplundia fanshawei là một loài thực vật có hoa trong họ Cyclanthaceae. Loài này được (Maguire) Harling miêu tả khoa học đầu tiên năm 1954.